# Escut i bandera de Bufali
L'escut i la bandera de Bufali són els símbols representatius del municipi valencià de Bufali (Vall d'Albaida).

## Escut heràldic
L'escut oficial de Bufali té el següent blasonament:
| « | Escut ibèric, truncat. Al primer quarter, partit: primer, en camper d'argent, un milà de sable, volant; segon, en camper d'or, quatre pals de gules. Al segon quarter, en camper d'atzur, una església d'argent maçonada i aclarida de sable. Al timbre, una corona reial oberta. | » |

## Bandera
La bandera oficial de Bufali té la següent descripció:
| « | Bandera de proporcions 2:3. En camp roig, s'estendrà l'escut municipal, desproveït de timbre o corona. | » |

## Història
L'escut s'aprovà per Resolució de 26 de gener de 1993, del conseller d'Administració Pública, publicada en el DOGV núm. 1.976, de 3 de març de 1993.
La bandera s'aprovà per Resolució de 30 de novembre de 2016, de la Presidència de la Generalitat, publicada en el DOGV núm. 7.938, de 16 de desembre de 2016.
A la part superior es representen les armes dels Milà d'Aragó, marquesos d'Albaida i senyors del poble. L'església al·ludeix a la parròquia de la Mare de Déu de Loreto, que va deixar de dependre de Montaverner el 1574.